# دیدی چی شد!
دیدی چی شد! (به هندی: Kyun! Ho Gaya Na...) یا بهت نگفتم فیلمی محصول سال ۲۰۰۴ و به کارگردانی سمیر کارنیک است. در این فیلم بازیگرانی همچون آمیتاب باچان، آیشواریا رای، ویوک اوبروی، سونیل شتی، اوم پوری، راتی آگنیهوتری، تینو آناند، راهول سینگ، دیا میرزا، کجال آگاروال، جنیفر وینگت ایفای نقش کرده‌اند.